# 彭忒西勒亚

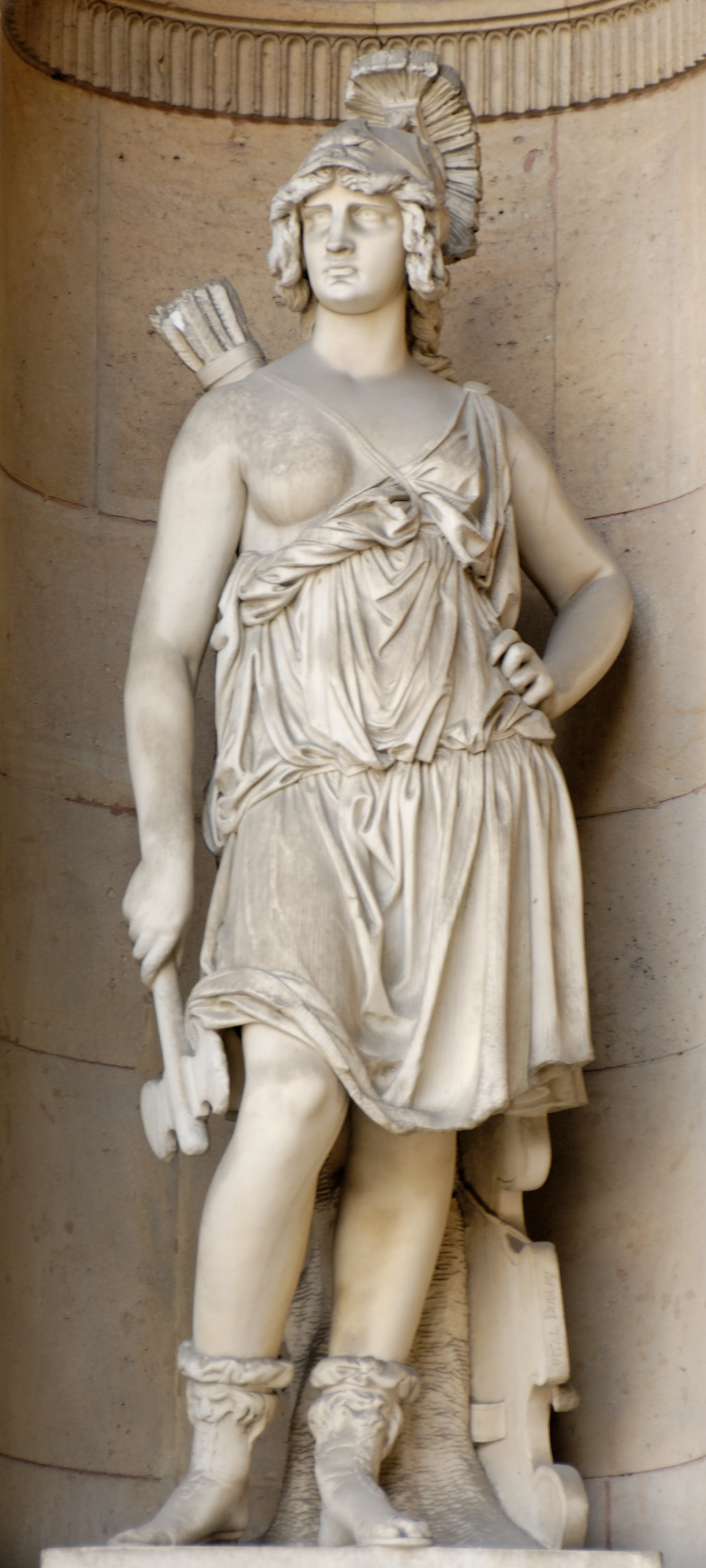
彭忒西勒亞

彭忒西勒亞（或譯潘賽西莉亞）是希臘神話中的一位亞馬遜女王。

## 傳說事蹟
根據《伊里亞德》的說法，彭忒西勒亞是戰神阿瑞斯的女兒。在一次打獵中，她用標槍擲向一隻梅花鹿，卻誤中了自己的姊妹希波呂忒，因此受到復仇女神厄里倪厄斯的追逐和詛咒。特洛伊戰爭爆發後，彭忒西勒亞得知厄里倪厄斯喜歡遠征，希望借機擺脫困境，便率領十二名亞馬遜女戰士支援特洛伊。
當時特洛伊失去了英雄赫克特，亞馬遜人的到來給予了特洛伊人新的希望。彭忒西勒亞受到特洛伊王普里阿摩斯極高規格的款待。第二天，彭忒西勒亞率領亞馬遜戰士非常英勇地殺入希臘人的軍中，迫使希臘人節節敗退。她指明要與希臘英雄阿基里斯單挑，卻被阿基里斯刺死。阿基里斯脫去她的頭盔之後，為其美貌所震驚，心中十分悲傷。希臘人將彭忒西勒亞的屍體歸還給特洛伊人，特洛伊人將其火葬。

## 流行文化
彭忒西勒亚在手機遊戲Fate/Grand Order(fgo)之中以「狂戰士」的職階登場，寶具為「於吾之瞋恚中終結吧，英雄」。